# Goritschitzen
Goritschitzen je naselje v Občini Možberk v Okraju Celovec-dežela na Koroškem v Avstriji.